# Rupien! Rupien!
Rupien! Rupien! (engl.: Q & A) ist ein 2005 erschienener Roman des indischen Autors und Politikers Vikas Swarup. Es beschreibt das Leben des Slumjungen Ram Mohammad Thomas, der in einer indischen TV-Quizshow mitspielt. Trotz fehlender Allgemeinbildung kann er durch seine bewegte Lebensgeschichte alle Fragen beantworten und wird daher des Betrugs verdächtigt. Das Buch wurde durch die oscargekrönte Verfilmung Slumdog Millionär weltbekannt.

## Hintergrund
Swarup war bereits ein erfolgreicher Diplomat, als er 2003 längere Zeit in London lebte und von Frau und Kindern getrennt war. In seiner Freizeit entschloss er sich, einen „indischen Roman mit indischen Figuren“ zu schreiben. Zum Thema seines Buches wurde er nach eigener Aussage durch einen Besuch einer der Lernstationen des Bildungsprojekts Hole in the Wall inspiriert, als Rahmenhandlung wählte er eine Quizshow, da dort „jederzeit fühlbare Spannung“ vorhanden sei. Da er zudem ein Actionfan ist, baute er neben Lokalkolorit und Quizshow auch viele dramatische Szenen ein und gibt selbst zu, dass das Buch „recht kommerziell“ sei. Swarup schrieb „viereinhalb Kapitel“ und schickte sie an diverse Literaturagenten in London. Im August 2003 kam eine positive Rückmeldung, und Swarup schrieb das Buch in einem Monat fertig.

## Handlung
Der arme 18-jährige Kellner Ram Mohammad Thomas hat in der Quizshow Who Will Win a Billion? (kurz: W3B) (dt.: Wer wird Milliardär?) alle zwölf Fragen richtig beantwortet. Da die Produktionsfirma der Quizshow das Preisgeld von einer Milliarde Rupien nicht auszahlen kann, wird er vom korrupten Quizmaster Prem Kumar und den Produzenten gemeinsam mit der Polizei des Betrugs beschuldigt (was aber auch daran liegt, dass niemand einem so armen Jugendlichen so viel Wissen zutraut, dass er alle Fragen beantworten könnte). Im Gefängnis wird Ram gefoltert und gezwungen einzugestehen, dass er bei der Show betrogen hat. Nur die Anwältin Smita hört ihm zu. In Rückblenden erzählt Ram ihr zwölf Kapitel seines entbehrungsreichen Lebens.
Autor Swarup benutzt die zwölf Fragen der Quizshow als Leitfaden, um Ram zwölf Kurzgeschichten über das Leben in den Slums von Indien erzählen zu lassen. Thematisiert werden u. a. ethnische Spannungen zwischen Hindus, Moslems und Christen, Drogenkonsum, Kindesmissbrauch, Korruption, die soziale Schere zwischen Arm und Reich, die schwierigen Verhältnisse zu England und Pakistan und vieles mehr. Obwohl Ram arm und relativ ungebildet ist, schlägt er sich mit Glück und Geschick durch. Alle zwölf Kapitel enden mit einer Quizfrage Kumars, die Ram durch seine Erlebnisse beantworten kann. Unter anderem lässt der Autor Ram als illegalen Touristenführer beim Taj Mahal arbeiten, weswegen er eine schwierige historische Frage, die indirekt etwas mit diesem Gebäude zu tun hat, beantworten kann.
Obwohl Ram im ganzen Buch ein Wanderarbeiter ist, denkt er die ganze Zeit an seinen besten Freund Salim, der von einer Karriere als Bollywood-Schauspieler träumt. Zudem rettet Ram ein Mädchen namens Gudiya vor ihrem Vater, der ein Alkoholiker ist (jedoch noch in seiner Jugend). Rams große Liebe wird die Prostituierte Nita, die von ihrer Familie im Alter von zwölf Jahren zum Anschaffen gezwungen wurde, und deren Jungfräulichkeit einstmals zum Höchstpreis versteigert wurde.
Am Ende kommt heraus, dass die Anwältin Smita dasselbe Mädchen ist, das Ram vor Jahren gerettet hatte, nämlich Gudiya. Sie verhilft Ram mit ihrer Verteidigung zu seinem Geld, womit er Nita freikaufen und heiraten kann. Salim wird mit Ram als Produzenten ein Bollywood-Filmstar, und die korrupten Quizshow-Betreiber gehen pleite durch die Auszahlung an Ram.

## Kritiken
- „Sehr indisch, sehr bunt, sehr pikant und ziemlich laut … virtuos verknüpfte Handlung … ein kritischer Problemfilm wird aus diesem Buch mit Sicherheit nicht.“ – Deutschlandfunk[3]
- „Für Freunde der grenz- und kulturübergreifenden Gesellschaftssatire unbedingt empfehlenswert.“ – Deutsche Welle[4]
- „Ausgesprochen komisch, aber auch zutiefst erschütternd. Ein lautes JA zum Leben.“ – wdr.de[5]
- „Ein Roman, der … auf mahnende Zeigefinger und schwüle Indien-Exotik verzichtet, aber auch derart auf globale Lesetauglichkeit getrimmt ist, daß er die kulturellen Eigenheiten Indiens … kaum mehr benötigt.“ – faz.net[6]

## Verfilmung
Der britische Regisseur Danny Boyle verfilmte die Geschichte unter dem Titel „Slumdog Millionär“. Der Film wurde ein Erfolg bei Fans und Kritikern und bei der Oscarverleihung 2009 mit acht Academy Awards ausgezeichnet. Der Inhalt des Buches wurde gestrafft, so dass Themen wie z. B. Homosexualität, Kindesmissbrauch, Voodoo, Elternlosigkeit und Nationalismus im Film nicht mehr thematisiert werden. Die Quizfragen sind zum Teil anders, und die Namen wurden größtenteils geändert. Der im Buch arglose jüngere Salim und nur beste Freund wurde im Film kriminell und Rams älterer Bruder, während die Rolle von Prem Kumar verkleinert und die der Gudiya ganz ausgespart wurde. Außerdem taucht Nita im Film sogar schon in Rams Kindheit auf und überhaupt ist die Handlung fast gänzlich anders als das Buch. Ram flieht im Film auch nicht freiwillig, so wie im Buch, sondern wird von Salim hinausgeworfen. Auch sonst ist die Verfilmung weitaus kritischer als das Buch und stellt die Bedingungen noch härter dar, womit Deutschlandfunk nicht gerechnet hätte (s. obenstehende Kritik).